# CentriFUGA
A CentriFUGA a FUGA Budapesti Építészeti Központ kortárs zenei műhelye.
2014-ben alapította Rajk Judit, Balogh Máté, Kedves Csanád és Tornyai Péter. A műhely célja a magyar kortárszenei élet gondozása, zeneszerzők és előadók összefogása, új zeneművek betanítása és bemutatása.
A koncerteken a fiatal magyar zeneszerző generáció művei mellett többek között Kurtág György, Vidovszky László, Jeney Zoltán, Serei Zsolt, Horváth Balázs, Csapó Gyula és Dargay Marcell darabjai is rendszeresen megszólalnak.
A fórum hamar kinőtte magát; az állandó FUGA-koncerteken túl a vidéki nagyvárosokban és Erdélyben is rendszeresen fellép.
Számos neves előadóművész neve köthető a csoporthoz. Balogh-Jámbor Janka, Bali János, Borbély László, Darázs Renáta, Kéringer László, Kiss Péter, Klenyán Csaba, Németh András, Pétery Dóra, Rajk Judit, Szathmáry Judit, Szalai András, Szűcs Péter, Tornyainé Dóry Zsuzsa, Zétényi Tamás.
A 2015-ös Petri György-díj átadásra nagyszabású gálakoncerttel készültek, melyen Kurtág György, Balogh Máté, Horváth Balázs, Kedves Csanád, Klenyán Csaba és Tornyai Péter Petri György verseire komponált új zeneművei kerültek bemutatásra. E Petri-dalok később a kortárs zenei koncertélet meghatározó szereplőivé váltak.
2016-ban az Editio Musica Budapest kiadta Balogh Máté Fiatal asszonyok éneke c. művét, ezzel kereskedelmi forgalomba került az első olyan nyomtatásban megjelent zenemű, amelynek az ősbemutatója a FUGÁ-ban volt.